# Hippomenella vellicata
Hippomenella vellicata är en mossdjursart som först beskrevs av Hutton 1873.  Hippomenella vellicata ingår i släktet Hippomenella och familjen Escharinidae. Inga underarter finns listade i Catalogue of Life.